# Santalales
Santalales é uma ordem de plantas angiospérmicas (plantas com flor - divisão Magnoliophyta), pertencente à classe Magnoliopsida (Dicotiledóneas - planta cujo embrião contém dois ou mais cotilédones).
Segundo o APG IV (2016), ela faz parte do clado das Superasterídeas, juntamente com as ordens Berberidopsidales, Caryophyllales e todas as ordens do clado das Asterídeas.
O grupo inclui a árvore que produz a madeira de sândalo e as ervas-de-passarinho.

## Famílias
- Santalaceae
- Opiliaceae
- Loranthaceae
- Misodendraceae
- Olacaceae

Duas famílias adicionais, Viscaceae e Eremolepidaceae, anteriormente aceitas como distintas no antigo sistema de Cronquist, estão agora incluídas na família Santalaceae.
Três outras famílias do sistema Cronquist não são mais consideradas como fazendo parte das Santalales, mas de momento a sua colocação é ainda incerta:
- Família Medusandraceae
- Família Dipentodontaceae
- Família Balanophoraceae